# Dorcadion elegans
Dorcadion elegans — вид жуков-усачей из подсемейства ламиин, рода корнеедов.

## Распространение
Распространён в России, Казахстане и на Украине.

## Описание
Жук длиной от 8,5 до 11,5 мм. Полосы надкрылий с заметными точками в основной половине..

## Экология
Обитает в степях.